# ふしぎ旅行記
『ふしぎ旅行記』（ふしぎりょこうき）は、手塚治虫による日本の漫画作品。1950年に家村文翫堂から刊行された。

## あらすじ
叔父・ヒゲオヤジと共に世界一周旅行へ出かけたケン一は、飛行機に乗り遅れたため方向舵にしがみついたがために海に落ちて死ぬ。幽霊となったケン一は身体を捜すため天国の案内人・ハロウィンと共に上海、インド、エジプト、イタリアのナポリ、パリ、アメリカを行く先々の不思議に出くわしながら旅を続ける。そしてナポリで出会った密輸船員の少女・ミリヨンがイタリア移民であったアメリカの富豪であるノネ・ノネモ氏の生き別れた娘であると知ったヒゲオヤジは密輸船船長と氏の執事の二重人格を持つ男と対峙し、彼女の故国であるアメリカの屋敷に連れて行く。

## こぼれ話
- 幽霊が肉体を探して全世界を駆け巡るというアイディアは映画『幽霊紐育を歩く』を参考にしたものだと手塚は語っている。
- 物語の冒頭には本作品という映画の撮影風景が描かれ、本作の完成品を読者が出演者であるキャラクター、筆者と共に観覧するという形式になっている。
- また、初出単行本の見返しには手塚の横顔のシルエットが描かれているが、これは友人であった漫画家・田中まさおによると手塚本人の手によるものではなく、以前2人で大阪の髙島屋に向かう途中、路上で切り絵をしている男性に切ってくれたものをそのまま使用したものであるという（「ある日の手塚治虫」ふゅーじょんぷろだくと、1999年参照）。

## 単行本
- 『ふしぎ旅行記』（家村文翫堂）
- 『ふしぎ旅行記 上』（学童社）
- 『ふしぎ旅行記 下』（学童社）
- 虫の標本箱III『ふしぎ旅行記』（青林堂）
- 手塚治虫漫画全集『ふしぎ旅行記』（講談社）（映画『天国から来たチャンピオン』公開年刊行）
- 手塚治虫初期漫画館『ふしぎ旅行記』（名著刊行会）
- 角川文庫手塚治虫初期傑作集『メトロポリス』（角川書店）内に収録。
- 『メトロポリス』（角川書店）内に収録。
- 手塚治虫文庫全集『平原太平記 ふしぎ旅行記』（講談社）